# Aphyosemion joergenscheeli
Aphyosemion joergenscheeli är en fiskart som beskrevs av Huber och Radda, 1977. Aphyosemion joergenscheeli ingår i släktet Aphyosemion och familjen Nothobranchiidae. IUCN kategoriserar arten globalt som livskraftig. Inga underarter finns listade i Catalogue of Life.